# Фаба (Арјеж)
Фаба (фр. Fabas) насеље је и општина у јужној Француској у региону Миди Пирене, у департману Арјеж која припада префектури Сен Жирон.
По подацима из 2011. године у општини је живело 334 становника, а густина насељености је износила 14,5 становника/km². Општина се простире на површини од 23,04 km². Налази се на средњој надморској висини од 400 метара (максималној 560 m, а минималној 288 m).

## Демографија
| 1962. | 1968. | 1975. | 1982. | 1990. | 1999. | 2011. |
| ----- | ----- | ----- | ----- | ----- | ----- | ----- |
| 215   | 268   | 310   | 336   | 327   | 306   | 334   |

График промене броја становника у току последњих година